# ニコライ・クリューエフ

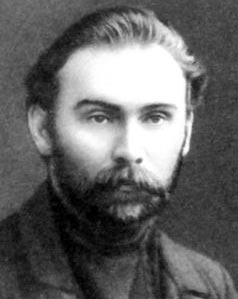
ニコライ・クリューエフ（1910年頃）

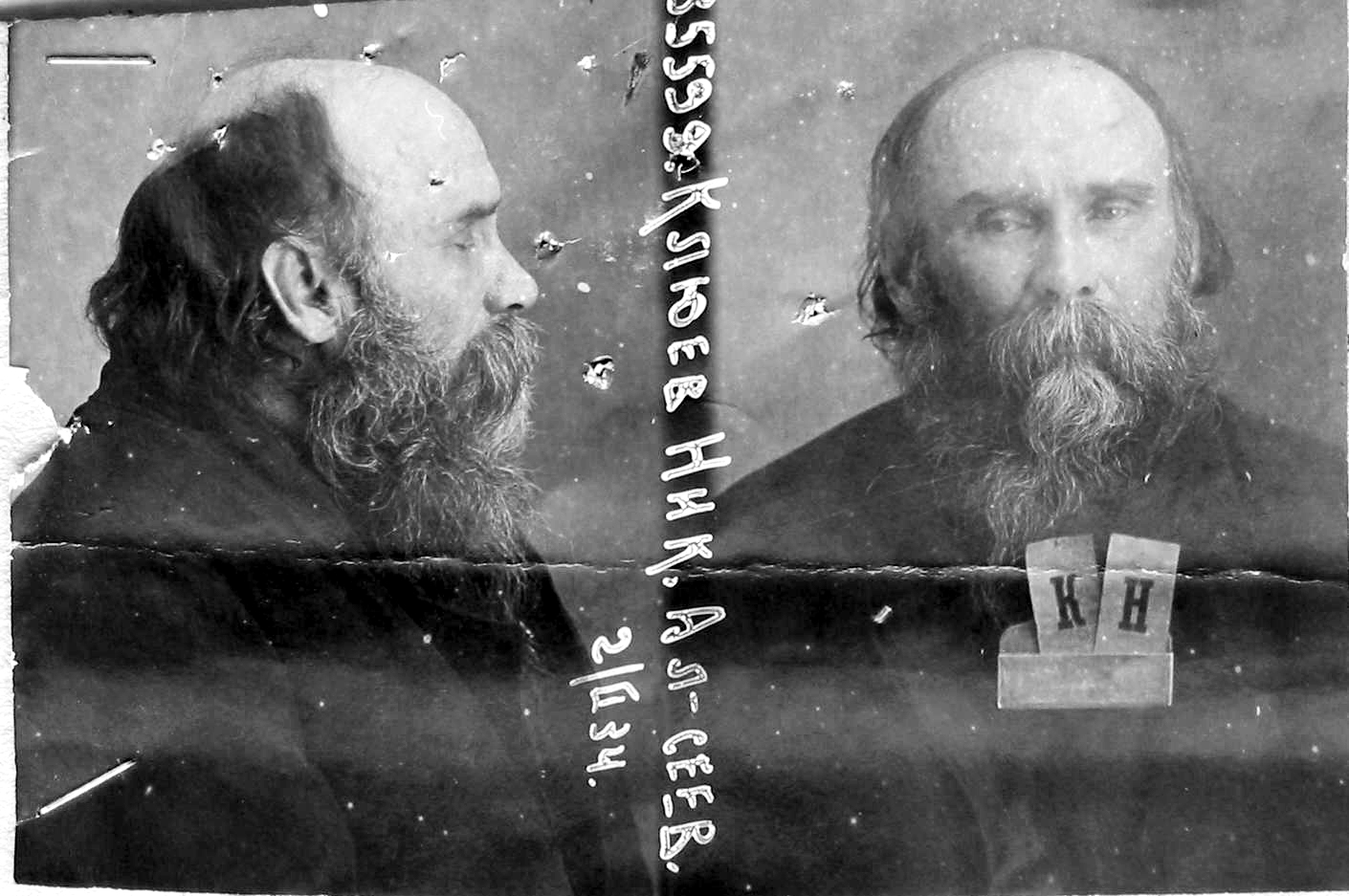
逮捕後のマグショット（1934年）

ニコライ・アレクセーエヴィチ・クリューエフ（ロシア語: Никола́й Алексе́евич Клю́ев, ラテン文字転写: Nikolai Alekseevich Klyuev、1884年10月10日 - 1937年10月23日～1937年10月25日）は、オロネツ県（現在のカレリア共和国オロネツキー地区）コストゥギ出身の旧ソビエト連邦の象徴主義者の農民詩人。
正教古儀式派無司祭派の逃亡派の信徒であり、1918年にはロシア共産党に入党し、レーニンの指令には古儀式派の拠点であるケルジェネツ川の修道院長的な指示がある、と賛美した。作品の宗教的内容やエセーニン詩など政権の否定する芸術の擁護が原因で反体制派芸術家とみなされた。トロツキーは彼の詩を古儀式派のユートピアである「幻の都キーテジ」を目指す北方農民のそれであると言い、彼が革命を擁護したことを農民解放と結びつけたが、それは「ムジークの王国」を目指す展望なきものであるとも評価した。
1920年に党を除名、1928年に抑圧、1937年トムスクにて銃殺。
1960年に名誉回復されたが、彼の著作が出版されたのは1977年になってからであった。

## 作品
- レーニン
- エセーニン哀悼